# Iris Calderhead
Iris Calderhead (3 janvier 1889 - 6 mars 1966) est une suffragette et organisatrice du National Woman's Party. 

## Biographie
Iris Calderhead est née le 3 janvier 1889 à Marysville, Kansas, fille d'Alice Gallant Calderhead et de William A. Calderhead (en), représentant du congrès du 5e district du Kansas de 1895 à 1911.
Calderhead épouse John Brisben Walker (en) (décédé en 1931) en 1918 et déménage à Mount Morrison, Colorado. En 1919, Walker et Calderhead fondent un journal pour promouvoir « des discussions franches et intrépides sur les grandes questions du jour ». Pendant la Grande Dépression, elle est fonctionnaire à la Division des Conseils des Consommateurs de l'Administration d'Ajustement Agricole et rédige le rapport de 1936, Consumer Services of Government Agencies.
En 1941, elle épouse Wallace Pratt (en), et les deux déménagent chez Pratt à Canyon McKittrick au Nouveau-Mexique. Ils partent ensuite pour l'Arizona en 1960, afin que Calderhead puisse recevoir un traitement contre l'arthrite. Calderhead meurt le 6 mars 1966 à Tucson, en Arizona. 

### Enseignement et travail académique

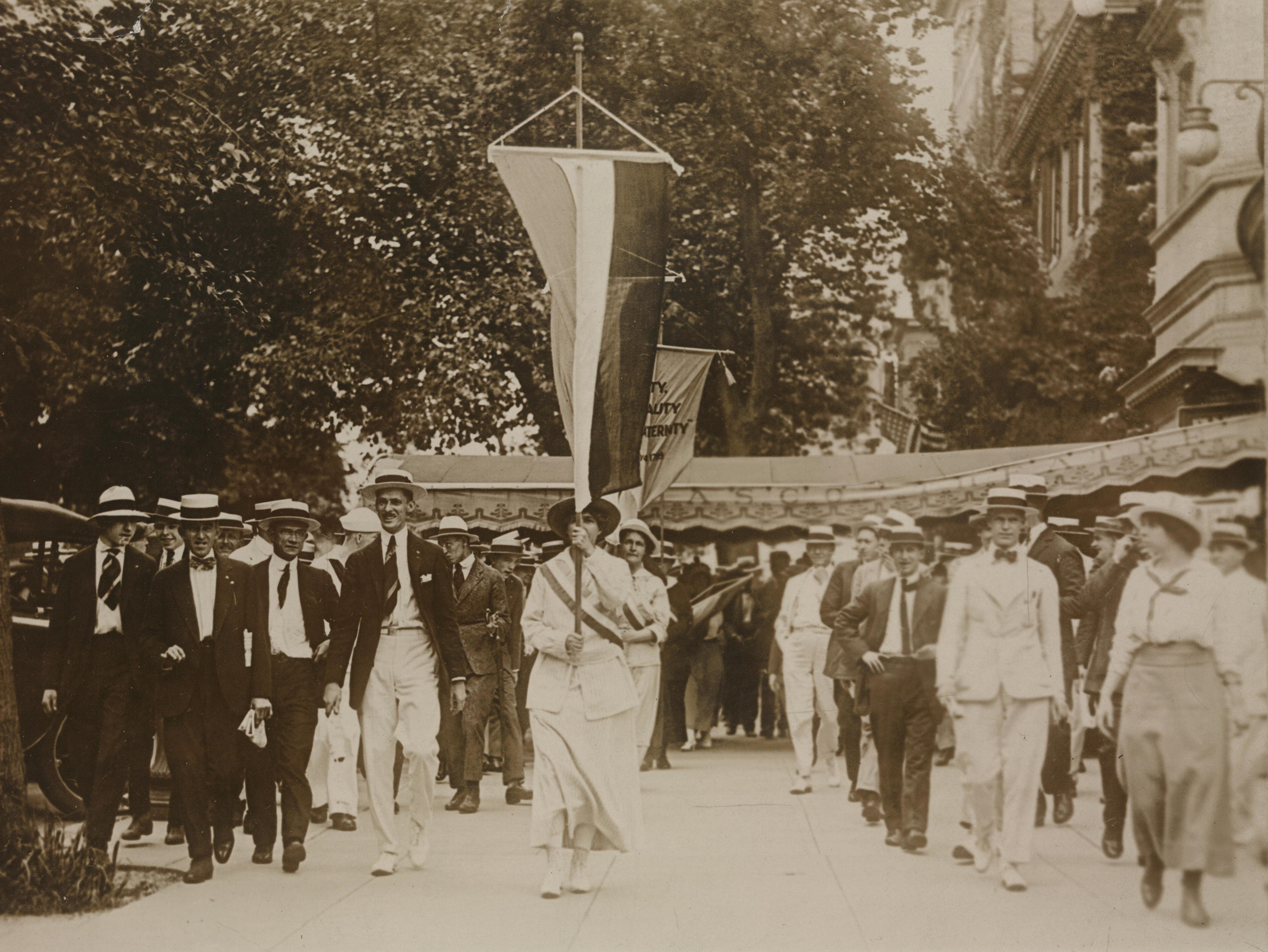
Iris Calderhead et d'autres suffragistes lors d'une marche.

Calderhead fait ses études à l'université du Kansas de 1906 à 1910, obtenant son baccalauréat en anglais. Pendant son séjour à l'université, elle est membre de Pi Beta Phi, une fraternité vouée à l'avancement éducatif des femmes. En 1910, elle publie un article dans la revue Modern Language Notes (en) et entreprend des études supérieures au collège Bryn Mawr, après avoir obtenu une bourse. De 1910 à 1911, elle est boursière diplômée en anglais et de 1912 à 1913, résidente en anglais. Elle passe l'été 1913 à l'Université de Chicago et retourne à Marysville pour enseigner l'anglais et la science. En 1916, son travail sur le moyen anglais paraît dans Modern Philology (en), publiant pour la première fois plusieurs fragments de pièces de théâtre sur la moralité. 

### Activisme
Calderhead s'implique dans le mouvement pour le suffrage des femmes auprès du National Woman's Party après avoir rencontré Doris Stevens et Lucy Burns, leadeuses de l'Union du congrès pour le droit de vote des femmes à New York. Sa première mission en 1915 est d'aider à organiser le coin de l'Union à l'Exposition internationale Panama – Pacific et à la Women's Viter Convention. Calderhead est prête à beaucoup voyager pour plaider en faveur du suffrage. « J'ai parcouru un long chemin pour travailler pour le syndicat car le suffrage national me semble le plus gros problème politique du pays », explique-t-elle. « Je pense que je devrais être capable de convaincre les autres de cela. »

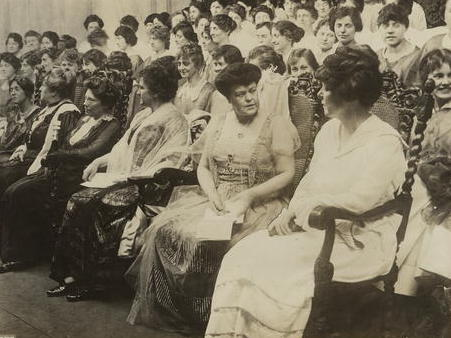
Convention électorale des femmes à San Francisco, en 1915.

En 1916, Calderhead, dans son rôle de secrétaire de l'Union du Congrès du Kansas, envoie une lettre au Comité de la Chambre sur le pouvoir judiciaire, l'informant que le 15 mars, la quatrième Convention républicaine du district du Kansas a adopté une résolution en faveur du suffrage des femmes. En août de la même année, le NWP dépêche des équipes dans les États qui ont déjà accordé le suffrage pour mobiliser le soutien en faveur d'un amendement fédéral pour le suffrage des femmes. Calderhead est envoyée en Arizona, qui a accordé aux femmes le droit de vote en 1912, avec Vivian Pierce, Ella Thompson (en), Helen M. Todd (en) et Ruza Wenclawska (en). Le groupe rencontre la résistance du Parti démocrate, qui s'oppose au suffrage des femmes, et Calderhead rapporte que des membres du parti ont tenté d'interdire les réunions des suffragettes. Elle se rend également en Oklahoma pour recruter des partisans, disant à un journaliste du Tulsa World que « Nous, les femmes [affranchie] de l'Ouest, devons essayer de nous mettre à la place des femmes des grands centres industriels de l'Est. Ce sont les femmes pour lesquelles nous menons ce combat pour la liberté. C'est littéralement cela - un combat pour la libération. »
En juin 1917, Calderhead est arrêtée à la Smithsonian Institution, où elle et sa collègue organisatrice Elizabeth Stuyvesant prévoyaient d'afficher une bannière lors d'une visite du président Woodrow Wilson. Le 14 juillet 1917, Calderhead est de nouveau arrêtée pour un piquet de grève à la Maison-Blanche et passe trois jours à l'Occoquan Workhouse. 
Son activisme ne s'arrête pas une fois que les femmes obtiennent le droit de vote aux États-Unis. En 1932, elle prend la parole devant le comité des affaires étrangères de la Chambre sur les droits des femmes à la Société des Nations.